# Pierre-Louis de Voltan
Pierre-Louis de Voltan est un ecclésiastique et ambassadeur qui fut évêque de Rieux de 1501 à 1517.

## Biographie
En 1500, après la mort de l'évêque Hugues d'Espagne, le chapitre de chanoines de la cathédrale de la Nativité-de-Marie de Rieux se divise sur le choix de son successeur. Un parti élit Bertrand d'Espagne, un autre choisit un certain Pierre de La Porte. Bertrand d'Espagne se désiste ou meurt en 1509 mais le choix de ses partisans se reporte sur Gaspard de Montpezat, cistercien à l'abbaye de Bonnefont puis abbé de l'abbaye de l'Escaladieu. À la demande du roi Louis XII de France  le pape Alexandre VI investit Pierre-Louis de Voltan en 1501. Ce dernier, archidiacre d'Outre-Maine dans le diocèse d'Angers en 1502, est surtout l'ambassadeur du roi auprès de la confédération des XIII cantons du roi de Castille et dans les Pays-Bas Espagnols. En 1508 il assiste à l'entrée du roi et de la reine Anne de Bretagne à Rouen. Le souverain pontife doit finalement opposer une « objection dirimante » à la nomination de Gaspard de Montpezat et imposer in fine Pierre-Louis de Voltan en 1509. Avant même d'être sacré, Pierre-Louis de Voltan participe aux États de Languedoc au Puy le 14 septembre 1501. Il est pourvu en commende entre 1510 et 1515 de l'abbaye de Saint-Michel-de-Cuxa et en 1517, il fait édifier la chapelle Notre-Dame de Mourère et restaurer le palais épiscopal. Il meurt est la même année et Gaspard de Montpezat lui succède finalement sans contestation sur le siège épiscopal.